# Giro dell'Emilia 1994
Il Giro dell'Emilia 1994, settantasettesima edizione della corsa, si svolse il 24 settembre 1994 su un percorso di 208 km. La vittoria fu appannaggio dell'italiano Francesco Casagrande, che completò il percorso in 5h20'07", precedendo i connazionali Maurizio Fondriest e Davide Cassani.

## Ordine d'arrivo (Top 10)
| Pos. | Corridore            | Squadra                 | Tempo    |
| ---- | -------------------- | ----------------------- | -------- |
| 1    | Francesco Casagrande | Mercatone Uno-Medeghini | 5h20'07" |
| 2    | Maurizio Fondriest   | Lampre-Panaria          | s.t.     |
| 3    | Davide Cassani       | GB-MG Boys Maglificio   | s.t.     |
| 4    | Angelo Lecchi        | Brescialat-Refin        | s.t.     |
| 5    | Wladimir Belli       | Lampre-Panaria          | s.t.     |
| 6    | Alberto Volpi        | Gewiss-Ballan           | a 16"    |
| 7    | Bjarne Riis          | Gewiss-Ballan           | s.t.     |
| 8    | Claudio Chiappucci   | Carrera Jeans           | s.t.     |
| 9    | Mauro Gianetti       | Mapei-CLAS              | s.t.     |
| 10   | Alberto Elli         | GB-MG Boys Maglificio   | s.t.     |